# Kristinehamns distrikt
Kristinehamns distrikt är ett distrikt i Kristinehamns kommun och Värmlands län. Distriktet ligger omkring Kristinehamn i sydöstra Värmland, vid Vänern. 

## Tidigare administrativ tillhörighet
Distriktet inrättades 2016 och utgörs av området som till 1971 utgjorde Kristinehamns stad däri Varnums socken införlivats 1951.
Området motsvarar den omfattning Kristinehamns församling hade 1999/2000 och fick 1960 efter införlivning av Varnums församling.

## Tätorter och småorter
I Kristinehamns distrikt finns en tätort och en småort.

### Tätorter
- Kristinehamn

### Småorter
- Olovsrud